# Eutelia affinis
Eutelia affinis là một loài bướm đêm trong họ Noctuidae.